# NGC 635
NGC 635 é uma galáxia espiral (Sb) localizada na direcção da constelação de Cetus. Possui uma declinação de -22° 55' 44" e uma ascensão recta de 1 horas, 38 minutos e 17,9 segundos.
A galáxia NGC 635 foi descoberta em 1886 por Frank Leavenworth.